# Polystachya paniculata
Espèce
Synonymes
- Dendrobium paniculatum Sw.[1]

Polystachya paniculata est une espèce de plantes de la famille des Orchidées et du genre Polystachya, présente dans plusieurs pays d'Afrique tropicale.